# Península de Baldwin

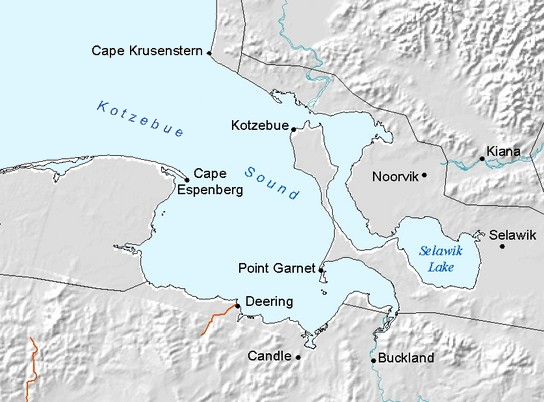
Golfo de Kotzebue e península de Baldwin, no centro.

A península de Baldwin (em inglês:  Baldwin Peninsula) é uma península situada no Círculo Polar Ártico, na região noroeste do Alasca, Estados Unidos da América.
Estende-se por 72 km no golfo de Kotzebue.
A cidade de Kotzebue fica na extremidade da península.